# Пантелеев, Георгий Пименович
Георгий Пименович Пантелеев — советский хозяйственный, государственный и политический деятель, Герой Социалистического Труда.

## Биография
Родился в 1918 году в деревне Побуж. Член КПСС.
Участник Великой Отечественной войны в составе 127-й апабр 1-го Украинского фронта, помощник командира взвода управления 2-й батареи. С 1948 года — на хозяйственной, общественной и политической работе. В 1948—1978 гг. — организатор сельскохозяйственного производства в Ровенской области, председатель колхоза имени Ленина Ровенского района Ровенской области Украинской ССР.
Указом Президиума Верховного Совета СССР от 22 марта 1966 года присвоено звание Героя Социалистического Труда с вручением ордена Ленина и золотой медали «Серп и Молот».
Умер после 1986 года.